# Philonix gigas
Philonix gigas är en stekelart som beskrevs av Lewis H. Weld 1922.
Philonix gigas ingår i släktet Philonix och familjen gallsteklar. Inga underarter finns listade i Catalogue of Life.